# 麥斯·維斯特加德
麥斯·維斯特加德（丹麥語：Mads Vestergaard，2002年3月11日—），丹麥男子羽毛球運動員。

## 簡歷

### 2018－2020年
麥斯·維斯特加德曾在2018年歐青賽贏得混合團體亞軍、男雙和混雙季軍。2019年12月，年僅17歲的維斯特加德在土耳其公開賽搭檔米克尔·斯托弗森奪得男雙冠軍。2020年，再度參加歐洲青年錦標賽，奪得混團冠軍，同時與William Kryger Boe搭檔贏得男子雙打冠軍。

### 2021－2023年
維斯特加德自2021年起與埃米尔·劳里岑搭檔參加男雙賽事，兩人在5月舉辦的葡萄牙國際賽晉級決賽，後不敵同隊前輩马德斯·皮勒尔·科尔丁／弗雷德里克·瑟高。隔月，兩人即於立陶宛國際賽奪冠，維斯特加德同時搭檔Clara Løber奪得國際賽混雙首冠。時至11月，與相同搭檔在匈牙利國際賽贏得男雙冠軍、混雙亞軍。
2022年，維斯特加德入選國家菁英訓練營。他與劳里岑在此年國際賽成績不及前一年，僅於烏克蘭公開賽晉級決賽、捷克公開賽晉級四強；混雙項目則改與克莉丝汀·布施搭檔，兩人在荷蘭公開賽闖入四強，並在捷克公開賽奪冠。
2023年1月，與克莉丝汀·布施在該年參加之首站國際賽——愛沙尼亞國際賽奪得混雙冠軍。

## 主要比賽成績
只列出曾進入準決賽的國際賽事成績：
| 年份   | 賽事                       | 公開賽級別 | 項目     | 拍檔                  | 成績   |
| ------ | -------------------------- | ---------- | -------- | --------------------- | ------ |
| 2018年 | 歐洲青年羽毛球錦標賽       | 其他       | 混合團體 | －                    | 亞軍   |
| 2018年 | 歐洲青年羽毛球錦標賽       | 其他       | 男子雙打 | 马德斯·默霍尔姆       | 季軍   |
| 2018年 | 歐洲青年羽毛球錦標賽       | 其他       | 混合雙打 | 克莉丝汀·布施         | 季軍   |
| 2019年 | 土耳其羽毛球公開賽         | 國際系列賽 | 男子雙打 | 米克尔·斯托弗森       | 冠軍   |
| 2019年 | 土耳其羽毛球公開賽         | 國際系列賽 | 混合雙打 | Sofie Nyvang          | 亞軍   |
| 2020年 | 歐洲青年羽毛球錦標賽       | 其他       | 混合團體 | －                    | 冠軍   |
| 2020年 | 歐洲青年羽毛球錦標賽       | 其他       | 男子雙打 | William Kryger Boe    | 冠軍   |
| 2021年 | 葡萄牙羽毛球國際賽         | 國際系列賽 | 男子雙打 | 埃米尔·劳里岑         | 亞軍   |
| 2021年 | 葡萄牙羽毛球國際賽         | 國際系列賽 | 混合雙打 | Natasja P. Anthonisen | 準決賽 |
| 2021年 | 立陶宛羽毛球國際賽         | 未來系列賽 | 男子雙打 | 埃米尔·劳里岑         | 冠軍   |
| 2021年 | 立陶宛羽毛球國際賽         | 未來系列賽 | 混合雙打 | Clara Løber           | 冠軍   |
| 2021年 | 荷蘭羽毛球公開賽           | 國際挑戰賽 | 男子雙打 | 埃米尔·劳里岑         | 準決賽 |
| 2021年 | 匈牙利羽毛球國際賽         | 國際系列賽 | 男子雙打 | 埃米尔·劳里岑         | 冠軍   |
| 2021年 | 匈牙利羽毛球國際賽         | 國際系列賽 | 混合雙打 | Clara Løber           | 亞軍   |
| 2021年 | 愛爾蘭羽毛球公開賽         | 國際挑戰賽 | 混合雙打 | Natasja P. Anthonisen | 準決賽 |
| 2022年 | 烏克蘭羽毛球公開賽         | 國際挑戰賽 | 男子雙打 | 埃米尔·劳里岑         | 亞軍   |
| 2022年 | 荷蘭羽毛球公開賽           | 國際挑戰賽 | 混合雙打 | 克莉丝汀·布施         | 準決賽 |
| 2022年 | 捷克羽毛球公開賽           | 國際系列賽 | 男子雙打 | 埃米尔·劳里岑         | 準決賽 |
| 2022年 | 捷克羽毛球公開賽           | 國際系列賽 | 混合雙打 | 克莉丝汀·布施         | 冠軍   |
| 2023年 | 愛沙尼亞羽毛球國際賽       | 國際系列賽 | 混合雙打 | 克莉丝汀·布施         | 冠軍   |
| 2023年 | 波蘭羽毛球公開賽           | 國際挑戰賽 | 男子雙打 | 丹尼尔·伦高           | 冠軍   |
| 2023年 | 波蘭羽毛球公開賽           | 國際挑戰賽 | 混合雙打 | 克莉丝汀·布施         | 冠軍   |
| 2023年 | 墨西哥羽毛球國際挑戰賽     | 國際挑戰賽 | 男子雙打 | 丹尼爾·倫高           | 冠軍   |
| 2023年 | 斯洛文尼亞羽毛球公開賽     | 國際挑戰賽 | 男子雙打 | 丹尼爾·倫高           | 準決賽 |
| 2023年 | 斯洛文尼亞羽毛球公開賽     | 國際挑戰賽 | 混合雙打 | 克莉絲汀·布施         | 準決賽 |
| 2023年 | 丹麥羽毛球大師賽           | 國際挑戰賽 | 混合雙打 | 克莉絲汀·布施         | 亞軍   |
| 2023年 | 南特羽毛球國際挑戰賽       | 國際挑戰賽 | 混合雙打 | 克莉絲汀·布施         | 冠軍   |
| 2023年 | 比利時羽毛球國際賽         | 國際挑戰賽 | 男子雙打 | 丹尼尔·伦高           | 亞軍   |
| 2023年 | 比利時羽毛球國際賽         | 國際挑戰賽 | 混合雙打 | 克莉絲汀·布施         | 準決賽 |
| 2023年 | 蘇格蘭羽毛球公開賽         | 國際挑戰賽 | 男子雙打 | 丹尼尔·伦高           | 冠軍   |
| 2023年 | 蘇格蘭羽毛球公開賽         | 國際挑戰賽 | 混合雙打 | 克莉絲汀·布施         | 冠軍   |
| 2023年 | 阿布達比羽毛球大師賽       | 超級100賽  | 男子雙打 | 丹尼爾·倫高           | 準決賽 |
| 2023年 | 阿布達比羽毛球大師賽       | 超級100賽  | 混合雙打 | 克莉絲汀·布施         | 冠軍   |
| 2023年 | 古瓦哈蒂羽毛球大師賽       | 超級100賽  | 混合雙打 | 克莉絲汀·布施         | 亞軍   |
| 2023年 | 奧迪沙羽毛球大師賽         | 超級100賽  | 混合雙打 | 克莉絲汀·布施         | 準決賽 |
| 2024年 | 歐洲羽毛球男女子團體錦標賽 | 其他       | 男子團體 | －                    | 冠軍   |
| 2024年 | 奧爾良羽毛球大師賽         | 超級300賽  | 混合雙打 | 克莉絲汀·布施         | 準決賽 |
| 2024年 | 新加坡羽毛球公開賽         | 超級750賽  | 混合雙打 | 克裡絲汀·布施         | 準決賽 |
| 2024年 | 海洛羽毛球公開賽           | 超級300賽  | 男子雙打 | 丹尼爾·倫高           | 準決賽 |
| 2025年 | 歐洲羽毛球混合團體錦標賽   | 其他       | 混合團體 | －                    | 冠軍   |
| 2025年 | 歐洲羽毛球錦標賽           | 其他       | 男子雙打 | 丹尼爾·倫高           | 季軍   |
| 2025年 | 歐洲羽毛球錦標賽           | 其他       | 混合雙打 | 克莉丝汀·布施         | 季軍   |

| 2018-2026年 | 總決賽 | 超級1000賽 | 超級750賽 | 超級500賽 | 超級300賽 | 超級100賽 | 國際挑戰賽 | 國際系列賽 | 未來系列賽 | 其他 |

## 外部連結
- 麥斯·維斯特加德在BWFBadminton.com（英语）
- 麥斯·維斯特加德在BWF.TournamentSoftware.com（英语）
- 麥斯·維斯特加德在Flashscore（英语）